# Lucas Jonker
Lucas Jonker (Alkmaar, 3 juni 1873 – Dedemsvaart, 27 maart 1948) was een Overijsselse brood- en banketbakker en de schrijver van het klassieke feuilleton Harm Boer'nlèv'n an de Riest, dat ook in romanvorm verscheen. Dit boek was de eerste Drentstalige roman. Hij schreef weliswaar een beperkt oeuvre, maar vestigde zijn reputatie als verteller met dit dialectfeuilleton en het vervolg erop, die later als roman verschenen en het predicaat 'klassiek' verwierven.

## Biografie
Lucas Jonker werd geboren op het schip van zijn ouders, dat toen in Alkmaar lag, maar Dedemsvaart als thuishaven had. Zijn ouders trokken vaak van Noordoost-Overijssel via de Dedemsvaart naar het Zwarte Water, en dan via het IJsselmeer naar Noord-Holland, vermoedelijk om daar turf te brengen, en schelpen op te halen. Jonker zou aanvankelijk opgeleid worden tot onderwijzer, maar koos voor het banketbakkersvak. Na in diverse plaatsen in de leer te zijn geweest, vestigde hij zich in 1902 als zelfstandige banketbakker in Dedemsvaart. Daar bracht Jonker zijn eigen gebakken 'Dedemsvaartse turfjes' aan de burger. Hij stond bekend als een uitstekend vakman, die diverse prijzen in de wacht sleepte. Hij had ook een tijd een theesalon, maar deze was niet rendabel genoeg vanwege de theecrisis. Jonker was tevens actief in het Dedemsvaartse leven: hij zat onder meer in het bestuur van een school en de Hervormde Kerk, en hij zat in de gemeenteraad voor de christelijke partij de CHU.
Een korte beschrijving van Jonkers leven is opgenomen in het proefschrift van Hendrik Nijkeuter, De "pen gewijd aan Drenthe's dierbren grond": Literaire bedrijvigheid in de Olde Lantschap, 1816-1956.

## Harm
Lucas Jonker begon een reeks verhalen te schrijven over het boerenleven aan de Reest, een riviertje op de grens van Drenthe en Overijssel. Hij merkte dat de traditionele levenswijze van de gemiddelde boer in deze streek snel aan verandering onderhevig was. Jonker schreef in het plaatselijke dialect, dat aan weerszijden van de Reest wordt gesproken, maar door taalkundigen onder het Drents geschaard wordt. Hoofdpersoon van de verhalen is boerenzoon Harm Stok, die op zijn achttiende levensjaar bij boer Barrels Albert en diens vrouw (' 't olde mèense') komt dienen. Hoewel Harm een harde werker is, heeft met name 't olde mèense iets tegen hem. Harms vader wordt ervan verdacht dat hij ooit gestolen heeft, en ook Harm heeft onder dit stigma te lijden.
Een van de belangrijkste inspirators van de verhalen van Jonker was zijn grootvader Warner Wessels Ruine (Waander Rune genoemd). Ruine was onderwijzer, kastelein en boer in de buurtschap Linde, vlak over de grens met Drenthe (tegenwoordig gemeente Zuidwolde). Hij kon volgens Jonker prachtig vertellen. Een andere inspiratiebron was Jonkers grootmoeder.
De verhalen van Jonker werden in 1928 als het feuilleton Harm Boer'nlèv'n an de Riest gepubliceerd in de Provinciale Overijsselse en Zwolse Courant. De Overijsselaren waren zo dol op de belevenissen van Harm dat het feuilleton in december 1929 inclusief plaatjes door Evert Musch in boekvorm werd gepubliceerd. Tien jaar later, in 1939, verscheen de derde druk bij boekdrukkerij J.A. Boom & Zn. in Meppel. Ook in de rest van het Nedersaksische taalgebied werd het boek goed ontvangen.
De verhalen over Harm schieten verteltechnisch enigszins tekort; zo springt het hij-perspectief soms over op het vertellersperspectief. Maar de verhalen geven een juiste en ontroerende impressie van het leven en de aard van de mensen op het platteland in het Reestgebied.

## Vervolg op Harm
Op verzoek van veel lezers beschreef Jonker in 1939 het verdere leven van Harm onder de titel Harm, de boer van't Hoogelaand, dat vlak na de derde druk van Harm Boer'nlèv'n an de Riest uitkwam. Dit vervolg lijkt grotendeels gebaseerd te zijn op de verhalen van meester Willem de Vries, die van 1910 tot 1944 schoolhoofd te Linde was. In dit tweede deel komt de moord voor die in 1881 door Remmelt van der Hulst op Mina Koes in het Schotterveld bij Zuidwolde is gepleegd. Kort na het schrijven van het tweede boek kreeg Jonker een bloeduitstorting achter zijn ogen. Hierdoor verminderde zijn zicht langzaam maar zeker. Jonker stierf op 27 maart 1948 in Dedemsvaart.
Harm boerenlèven an de Riest werd in 1988 omgezet in de officiële Drentse spelling en opnieuw herdrukt door Stichting Het Drentse Boek in Zuidwolde. Harm de boer van 't Hogelaand verscheen een jaar later, eveneens in de officiële spelling en met het eerste hoofdstuk in het Drents vertaald (als enige hoofdstuk bleek dat oorspronkelijk in het Nederlands geschreven). In 2016 verscheen bij uitgeverij Heijink te Hardenberg een paperback met de naam "Harm", een vertaling van beide boeken in het Nederlands door Bart Kuijer .
- Digitale Bibliotheek voor de Nederlandse Letteren: jonk003
- International Standard Name Identifier: 0000 0003 8853 4199
- Nederlandse Thesaurus van Auteursnamen: 07092158X
- Virtual International Authority File: 281778505
- WorldCat: E39PBJfrMM3d6VhFJfWDY9FxjC